# IMAM Ro.58
IMAM Ro.58 byl italský prototyp celokovového dvoumotorového dvoumístného dolnoplošníku s dvojitou svislou ocasní plochou a zatahovacím podvozkem ostruhového typu. Vyvíjen byl v době druhé světové války pro Regia Aeronautica, která jej plánovala nasadit jako stíhací letoun.

## Vznik

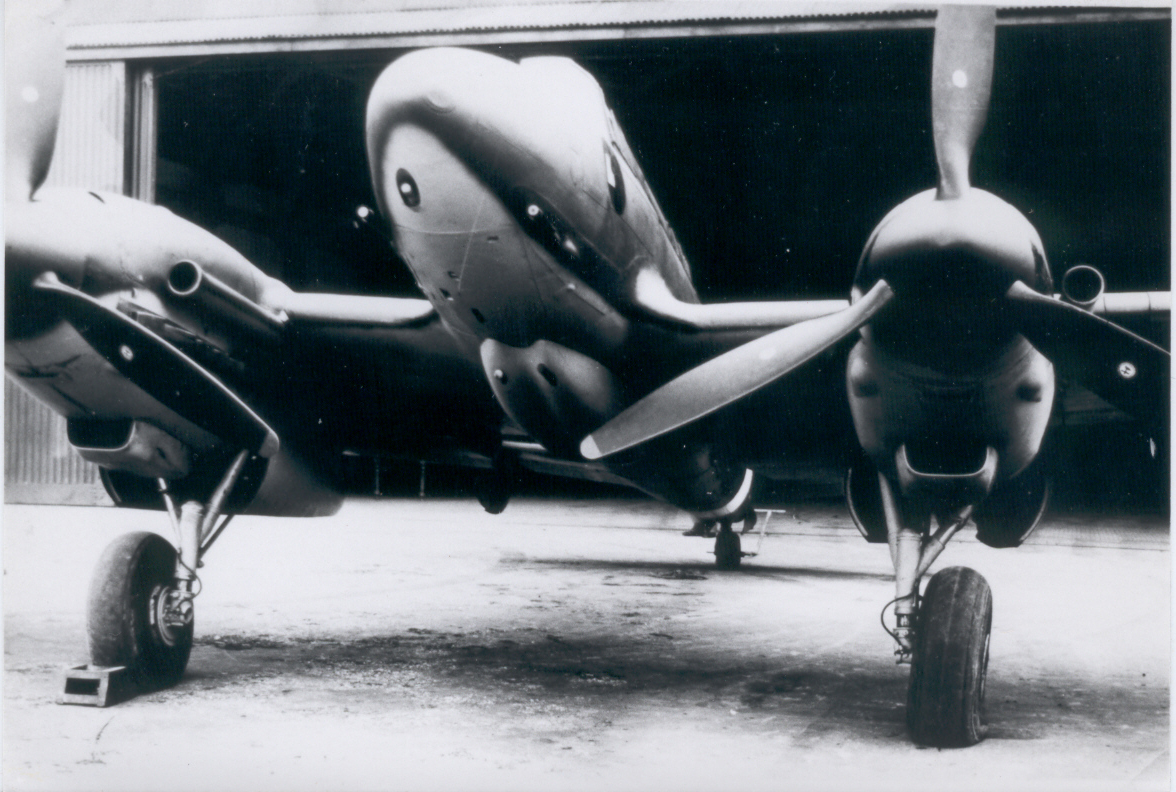
Čelní pohled na IMAM Ro.58

Firma S. A. Industrie Meccaniche e Aeronautiche Meridionali z Neapole chtěla dát společně s jejím šéfkonstruktérem Ing. Gallassem italskému letectvu dálkový stíhací letoun, určený především jako doprovodný pro akce bombardovacích a torpédových letounů v oblasti Středozemního moře. Dalším jeho operačním úkolem mělo být krytí leteckých dopravních spojů mezi Itálií a severní Afrikou a ofenzivní bitevní akce daleko od základen. Společnost IMAM se při vzniku nového stroje inspirovala jak tvarově, tak bojovým určením německým letounem Messerschmitt Bf 110. Významným zdrojem nových poznatků v aerodynamice vyšších rychlostí se stal předchozí typ IMAM Ro.57.

## Vývoj

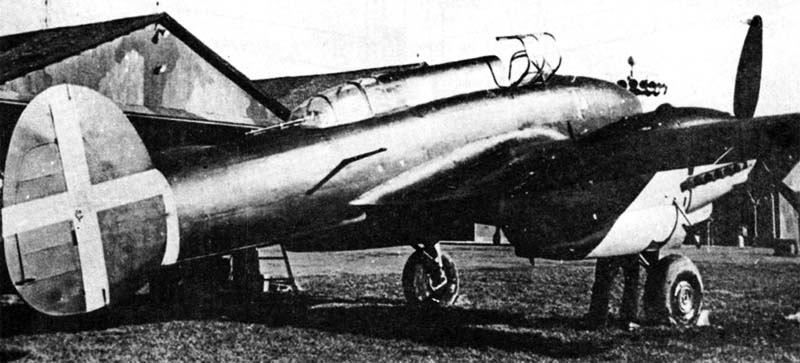
IMAM Ro.58

Letové testy prototypu IMAM Ro.58 (sériové číslo MM.431) byly zahájeny v květnu 1942 na továrním letišti Capodichino u Neapole. Nový stroj poháněly dva německé řadové dvanáctiválce Daimler-Benz DB 601A o výkonu po 864 kW s třílistými automatickými vrtulemi VDM. Pilot ovládal tři pevné kanóny Mauser MG 151 ráže 20 mm v přídi trupu, za ním sedící střelec/radista pak pohyblivý kulomet Breda-SAFAT ráže 12,7 mm. Pod trupem, na úrovni hlavního nosníku centroplánu, byl univerzální závěs pro pumu o hmotnosti 500 kg, nebo pro odnímatelné pouzdro se dvěma dalšími pevnými kanóny MG 151.
Spoluprací zkušebního pilota a konstruktérů se podařilo odstranit počáteční potíže s motory a pak s odlehčovacími a vyvažovacími ploškami kormidel. Když na jaře 1943 továrna Messerschmitt předváděla na letišti Guidonia u Říma letoun Me 410 s pohonnými jednotkami Daimler-Benz DB 603 o výkonu po 1080 kW, dokázal italský pilot napodobit všechny jeho manévry. Rovněž porovnávací lety v rychlosti vyzněly příznivěji pro Ro.58.
Z uvažované sériové výroby Ro.58 s licenčními motory Fiat RA-1050 RC-58 Tifone nakonec sešlo z důvodu zhoršených výrobních možností draků i motorů v Itálii. Navíc italské letectvo preferovalo ve větším počtu spíše jednomotorové letouny. Uvažovalo se i o nasazení Ro.58 proti spojeneckému bombardovacímu letectvu svrhováním časovaných, nebo barometrickým tlakem rozněcovaných pum, ale i tento plán byl zamítnut.
Po ukončení zkoušek Ro.58 mu byly na letišti v Guidonii demontovány oba agregáty, které převzala produkce stíhacích strojů Reggiane Re.2005. Drak byl nalezen spojeneckými vojáky po obsazení této části Itálie a zničen.

## Hlavní technické údaje
Údaje dle
- Rozpětí: 13,40 m
- Délka: 9,89 m
- Výška: 3,39 m
- Nosná plocha: 26,20 m²

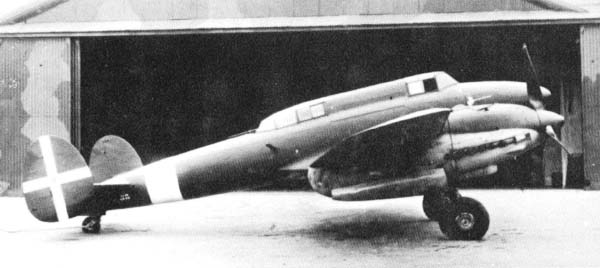
IMAM Ro.58

- Hmotnost prázdného letounu: 4350 kg
- Maximální vzletová hmotnost: 6100 kg
- Maximální rychlost v 5120 m: 605 km/h
- Výstup na 6000 m: 6 min
- Dostup: 10 500 m
- Dolet: 1500 km